# Buková (Pravonín)
Buková (Duits: Bukowa of Bukowa bei Prawonin) is een Tsjechische plaats in de gemeente Pravonín, regio Midden-Bohemen, en maakt deel uit van het district Benešov. Het dorp ligt op 2,5 kilometer afstand van Pravonín.
Buková telt 42 inwoners (2021).

## Geschiedenis
De eerste schriftelijke vermelding van het dorp dateert van 1381.
Sinds 1960 is Buková volledig ondergebracht bij het district Benešov.

## Verkeer en vervoer

### Autowegen
Er leidt een regionale weg naar het dorp.

### Spoorlijnen
Er is geen station in Buková. Het dichtstbijzijnde station is in Zdislavice, op zo'n 15,5 kilometer afstand. Dat station ligt aan spoorlijn 222 Benešov - Vlašim - Trhový Štěpánov. De lijn is enkelsporig en werd tussen Benešov en Vlašim in 1895 geopend.

### Buslijnen
Er is één bushalte in het dorp:
| Halte            | Lijn(en)    | Traject(en)                                          | Vervoerder(s)                          |
| ---------------- | ----------- | ---------------------------------------------------- | -------------------------------------- |
| Pravonín, Buková | 848 849 854 | Načeradec - Vlašim Načeradec - Vlašim Vlašim - Pacov | CŠAD Benešov CŠAD Benešov CŠAD Benešov |

## Bezienswaardigheden
- Dorpskapel

## Galerij

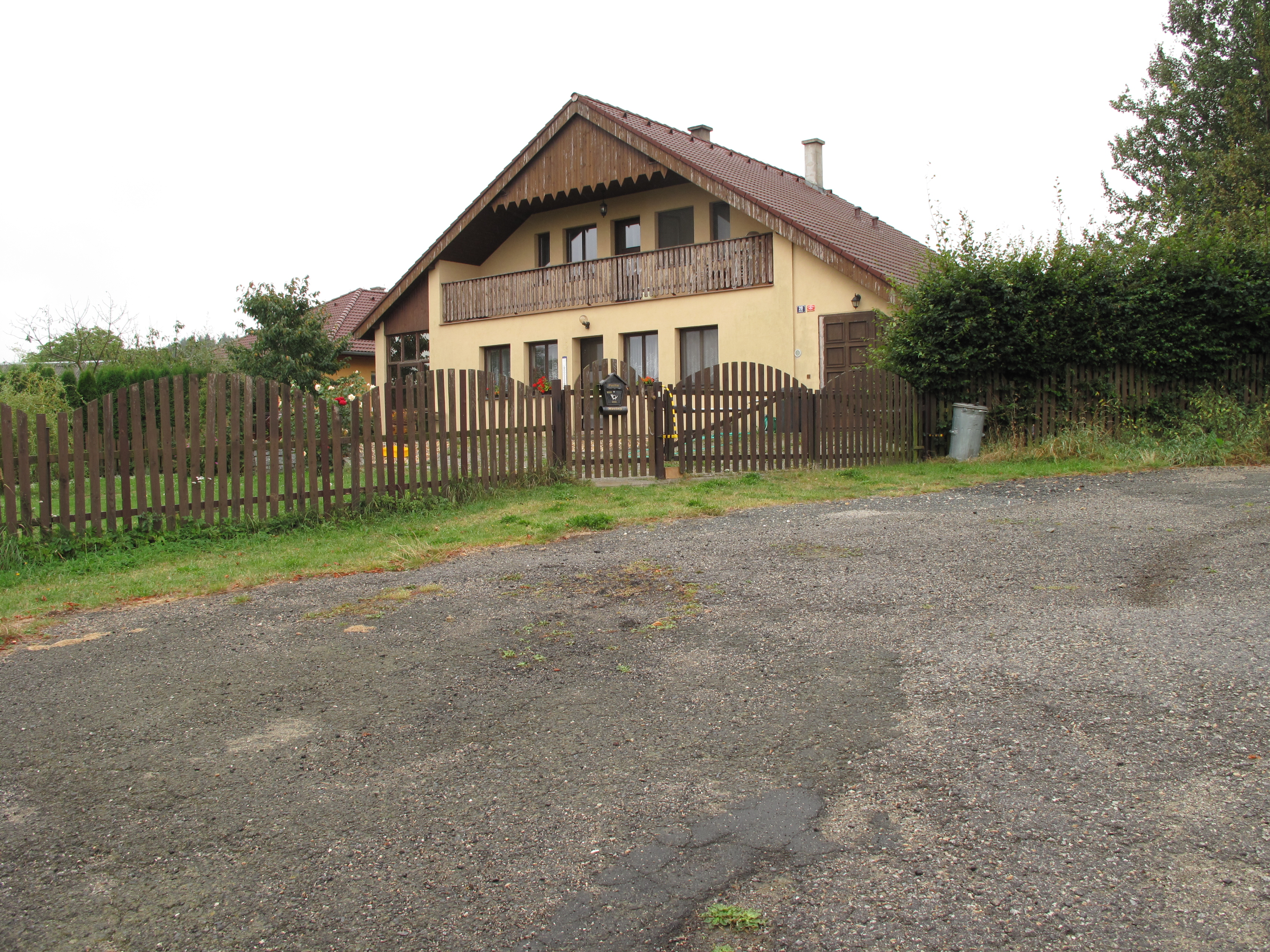
Huis in het dorp (2016)
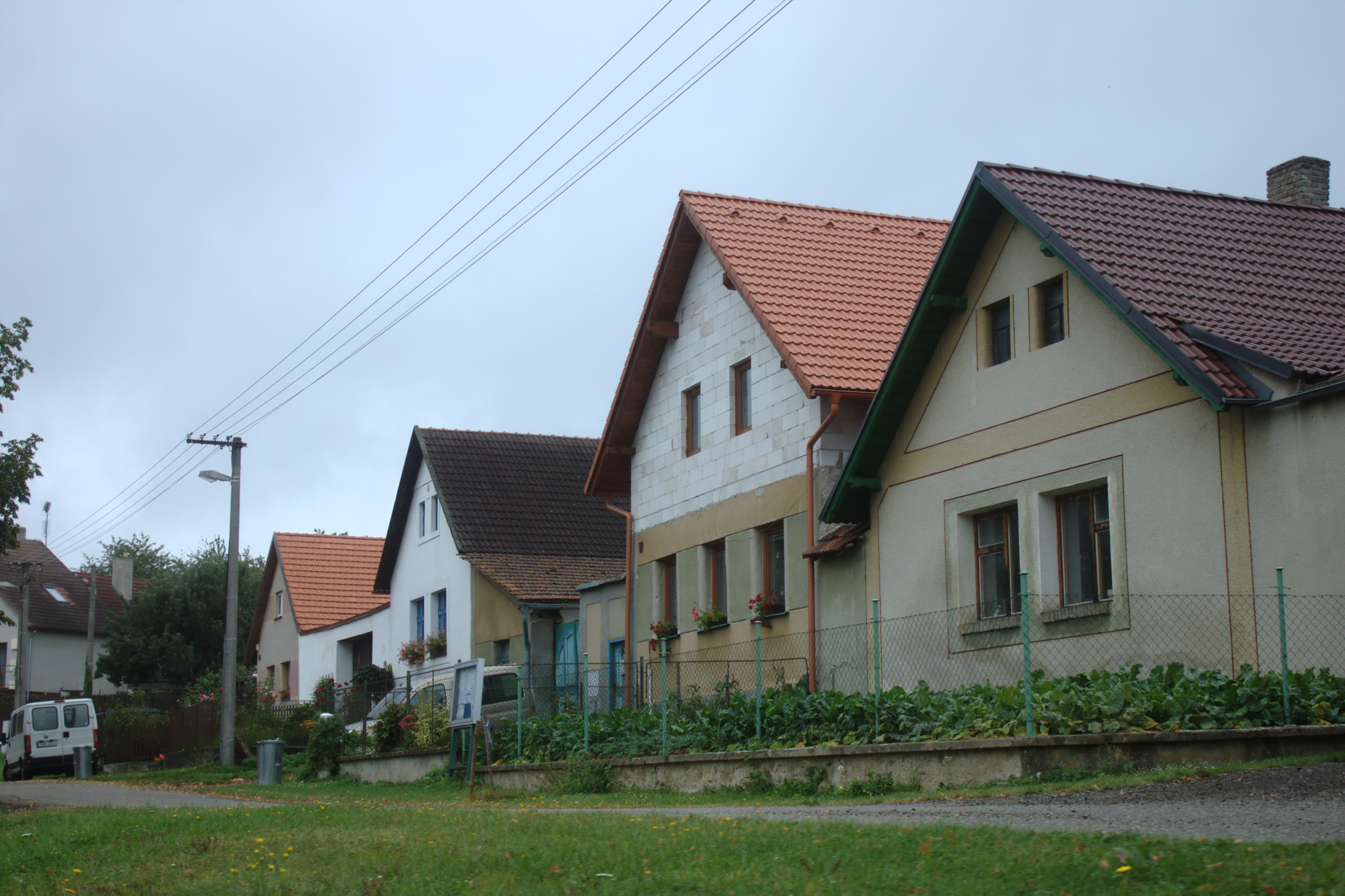
Huizen in het dorp (2016)
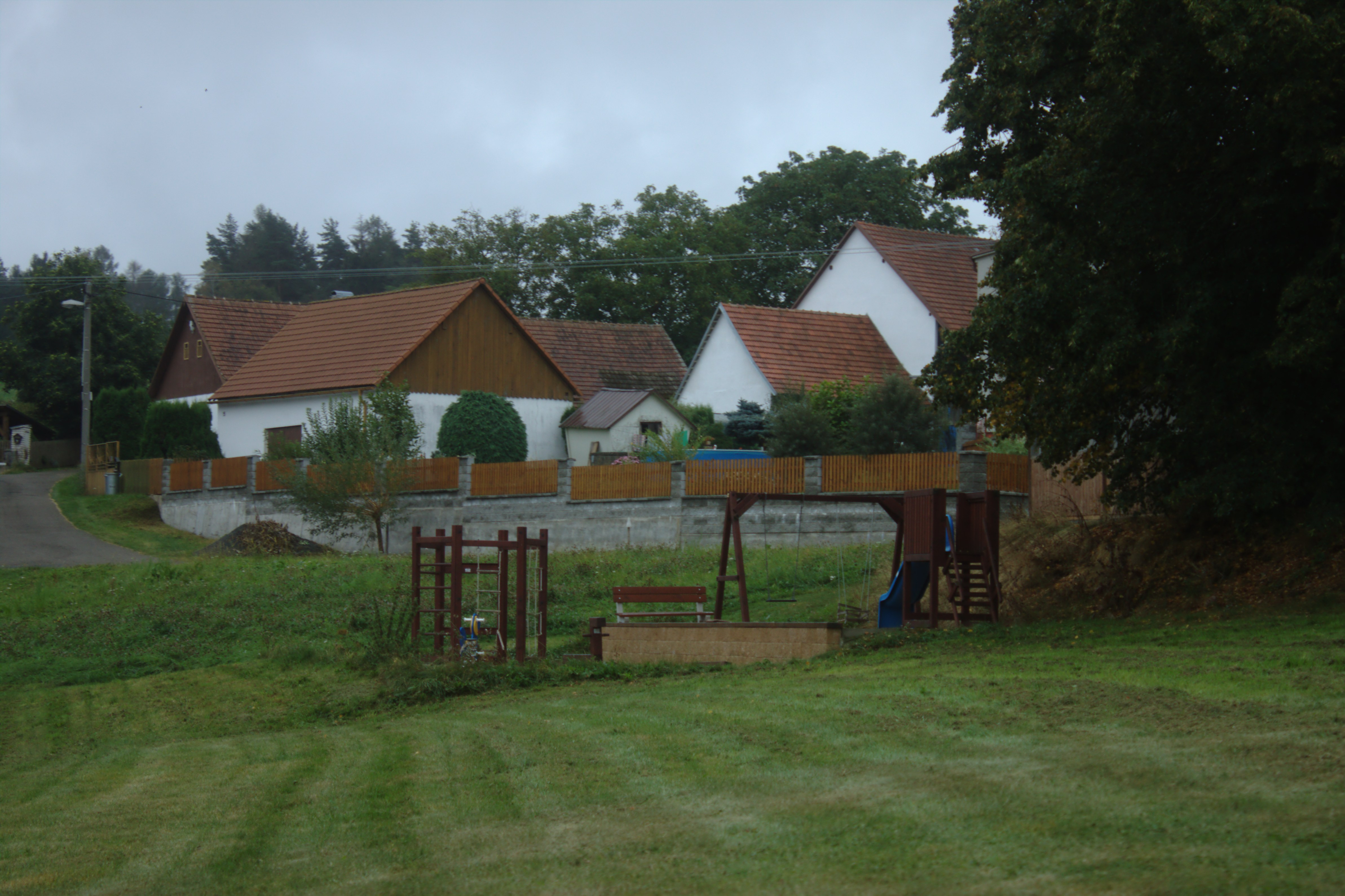
Speeltuin in het dorp (2016)
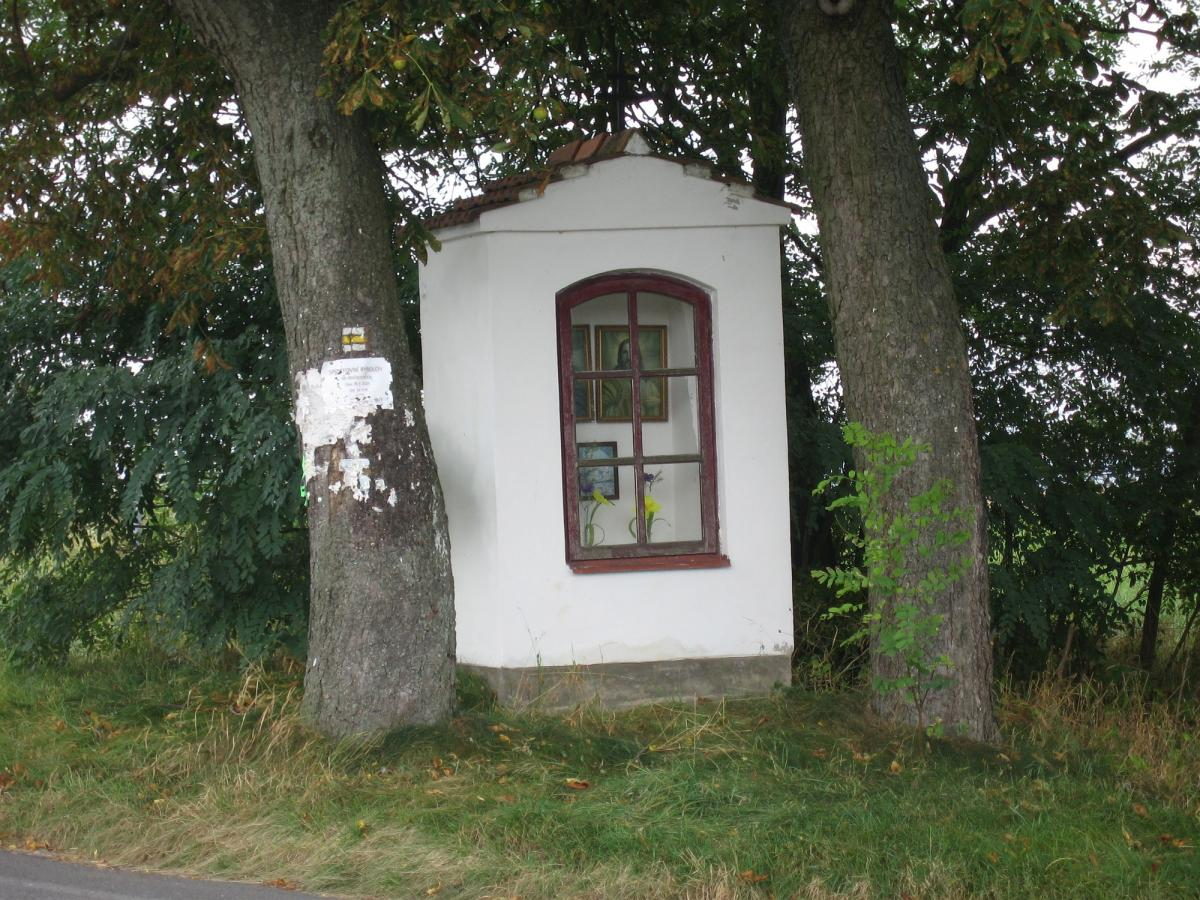
Dorpskapel (2021)